# Porträtt av Adele Bloch-Bauer I
Porträtt av Adele Bloch-Bauer I är en målning från 1907 av Gustav Klimt. Det tog Klimt tre år att färdigställa målningen. Målningen är utställd på Neue Galerie i New York. Klimt porträtterade samma kvinna 1912, en målning som kallas Porträtt av Adele Bloch-Bauer II. Den är idag i privat ägo.

## Motiv
Efter en resa till Ravenna 1903, där han beskådade San Vitale-kyrkans gyllene bysantinska mosaiker, inleddes Klimts "gyllene period". Mosaikerna inspirerade honom till hans mest kända målningar, förutom detta porträtt även Kyssen från 1908.  
Målningen avbildar judinnan och socitetsdamen Adele Bloch-Bauer (1881–1925) i 26-årsåldern. Hon var dotter till generaldirektör Moritz Bauer i Wiener Bankverein. 1899 gifte Adele Bauer sig med Ferdinand Bloch (1864–1945). Hennes syster, Marie Therese Bauer, var redan gift med Ferdinands bror Gustav Bloch. Dessa familjer tog namnet Bloch-Bauer. Adele Bloch-Bauer satt även modell för Klimts Judit och Holofernes (1901).

## Rättstvist och auktionsrekord
Efter nazisternas annektering, anschluss, av Österrike 1938 konfiskerades tavlan från dess judiska ägare, änklingen Ferdinand Bloch-Bauer. Nazisterna ansåg att Klimt målningar var entartete Kunst (degenererad) och sålde den till Österreichische Galerie Belvedere som döpte om tavlan till Kvinnan i guld för att dölja att den avporträtterade var judinna. Ferdinand Bloch-Bauer brorsdotter Maria Altmann (1916–2011) stämde den österrikiska staten år 2000 och återfick sex år senare Porträtt av Adele Bloch-Bauer I och fyra andra Klimt-tavlor i enlighet med Washingtonprinciperna. Den 18 juni 2006 sålde hon tavlan vid en auktion i New York för 135 miljoner dollar, närmare en miljard kronor. Det gjorde den till den dyraste tavla som dittills hade sålts. Tavlan köptes av den amerikanske entreprenören och museidirektören Ronald Lauder till hans galleri Neue Galerie på Manhattan i New York.
Priset överträffade ett 16-årigt rekord som sattes när Porträtt av dr Gachet av Vincent van Gogh gick för 82,5 miljoner US-dollar 1990, vilket motsvarar 116,8 miljoner US-dollar i 2006 års penningvärde.

## Relaterade målningar

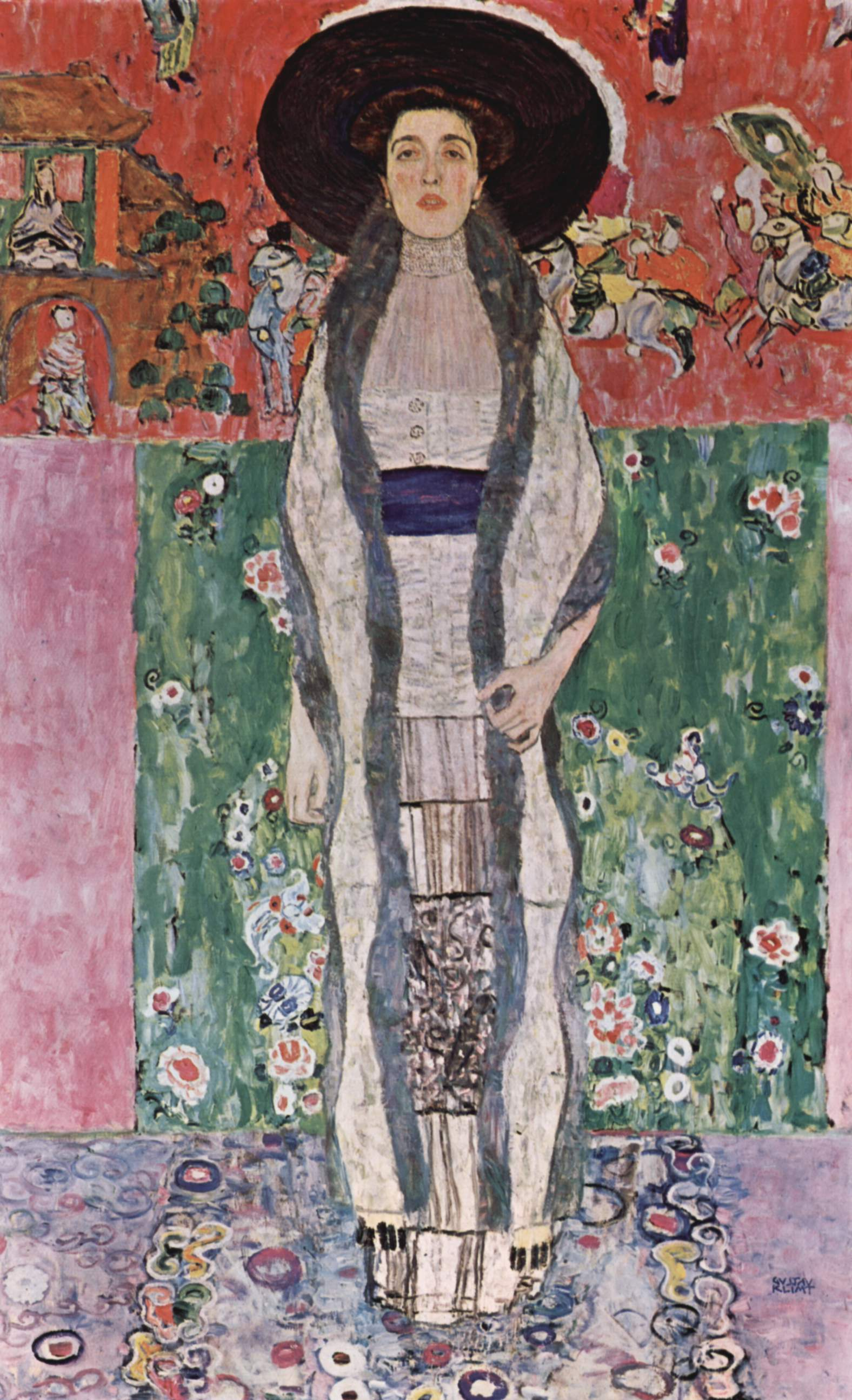
Porträtt av Adele Bloch-Bauer II (1912), privat ägo.
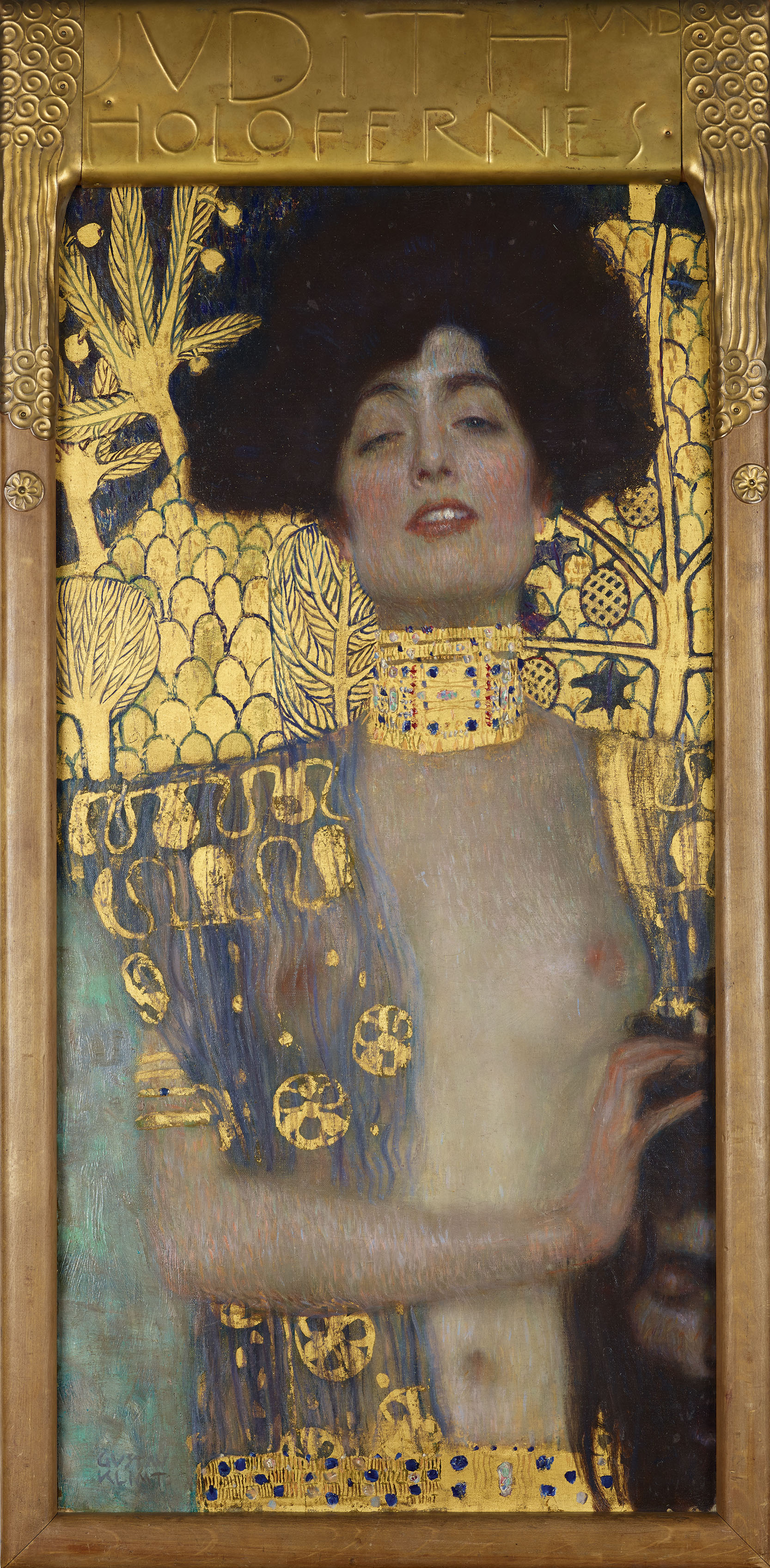
Judit och Holofernes (1901), Österreichische Galerie Belvedere